# اختر تابان
اختر تابان (نام علمی: Mentzelia) نام یک سرده از رده دولپه‌ای‌ها است.